# L7a9d
L7a9d, El Haqed o Lhaqed (àrab: الحاقد, al-Ḥāqid, ‘el Boig’), nom artístic de Mouad Belaghouat (Casablanca, 1988), és un raper marroquí i activista pels drets humans que va assolir certa prominència quan va ser empresonat per criticar al rei del Marroc Mohammed VI.

## Biografia
Artista compromès, canta en àrab marroquí i és comparat amb el raper tunisià El Général. Membre actiu del Moviment del 20 de Febrer, esdevé famós després de la seva detenció el 10 de setembre del 2011, quan la justícia marroquina l'acusà d'assalt després d'un altercat amb una persona. El fenomen L7a9ed no té un altre equivalent en la història de l'escena de la música marroquina que el grup Nass El Ghiwane en els anys 1970 i 1980.
Mouad Belghouat manté la seva innocència i rep el suport de nombrosos partidaris, que denuncien "un judici polític muntat". La campanya de solidaritat es va dur a terme pel Moviment del 20 de Febrer i part de la societat civil, a través de manifestacions, una campanya a internet i nombroses assegudes davant la seu del tribunal de primera instància d'Aïn Sebaâ.
El seu cas ha estat força mediatitzat per la premsa marroquina i internacional. Se li han dedicat nombrosos reportatges als canals de televisió europeus. El 15 de gener de 2012 Mouad Belghouat va ser condemnat a quatre mesos de presó, una pena que correspon al temps que va passar detingut. Va ser alliberat al final del procés.
Acusat d'«insult a una autoritat pública en l'exercici de les seves funcions i a un cos constituït »" Mouad Belghouat va ser condemnat el març de 2012 a un any de presó. De fet, va ser processat per una de les seves cançons, en què denuncia la corrupció de la policia marroquina. Va ser posat en llibertat el 29 de març de 2013. En febrer de 2014 va treure un nou àlbum anomenat Waloo.
El 13 de febrer de 2014 la policia assaltà una biblioteca on estava donant una conferència de premsa per presentar el seu nou disc.
El 18 de maig de 2014 L7a9d fou arrestat de nou a l'entrada de l'Estadi Mohamed V a Casablanca quan anava a veure un partit entre el Raja Casablanca i el Moghreb Athlétic de Tétouan, acusat per la policia d'haver venut entrades al mercat negre, una acusació que ell va negar. A més, la policia va presentar càrrecs contra ell suposadament per colpejar a quatre policies durant l'esdeveniment.
En setembre de 2014 fou nominat per Esquerra Unitària Europea/Esquerra Verda Nòrdica al Premi Sakharov, junt amb el raper tunisià Weld El 15 i el blogger egipci Alaa Abdel Fattah. El mes següent la nominació va ser retirada després de la controvèrsia sobre alguns tuits de 2012 per Abd El-Fattah sobre el bombardeig israelià de Gaza.